# هاکون ماگنوسون نروژ
هاکون ماگنوسون نروژ (انگلیسی: Haakon Magnusson of Norway؛ ۱۰۶۹ – february ۱۰۹۵ (۲۵−۲۶ سال)) یک پادشاه نروژ اهل نروژ بود. 